# Henri Mallard
Henri Marie Joseph Mallard (* 9. Februar 1884 in Balmain, Australien; † 21. Januar 1967 ebenda) war ein australischer Fotograf, der mit seinen Veröffentlichungen das Bild Australiens in der Welt mitprägte. Zu seinen bekanntesten Fotoreihen zählt die Dokumentation der Entstehung der Sydney Harbour Bridge.
Geboren in einer Vorstadt – heute Stadtteil – Sydneys als Sohn französischer Einwanderer, kam Mallard zum ersten Mal im Jahr 1900 mit der Fotografie in Berührung, als er eine Stelle als Verkaufsleiter bei Harrington (heute ein Teil des Konzerns Kodak) antrat. Erste Fotos Mallards sind von 1904 überliefert. 1917 schloss er sich dem Sydney Camera Circle an, einem Kreis australischer Fotografen, die sich zum Ziel gesetzt hatten, in ihren Aufnahmen die schönen Seiten Australiens zu betonen und das Bild des Kontinents als wildes Strafgefangenenlager zu korrigieren. In diesem Zusammenhang entstanden auch die Aufnahmen und ein Film vom Bau der Sydney Harbour Bridge, die er in einem modernen, sachlichen Stil ausführte.
Trotz seiner Erfolge blieb Mallard Amateurfotograf. Sein Geld verdiente er bei Kodak, bis er 1956 in den Ruhestand trat. Elf Jahre später, 1967, starb er in seinem Haus in Balmain. Seine Fotografien, gelatinebeschichtete Glasplatten, wurden 1976 im Auftrag des Australian Centre for Photography restauriert und als Buch veröffentlicht.